# 郁達夫傳奇
《郁達夫傳奇》是1988年上映的一齣香港電影，由方令正執導，周潤發、王鈺鈴、霍達華主演，電影主題圍繞郁達夫的一生。本片獲提名1989年意大利都靈國際電影節最佳電影。

## 剧情简介
该片描述了郁达夫的一生，以及最后1945年二战结束后郁在荷屬東印度苏门答腊失踪的故事。

## 主要演员
- 方令正，导演/编剧
- 霍达华、周润发，分别饰演青中年郁达夫
- 王钰铃
- 板仓睦
- 中村幸子

## 獎項
| 年份 | 頒獎典禮             | 獎項     | 獲提名         | 結果 |
| ---- | -------------------- | -------- | -------------- | ---- |
| 1989 | 意大利都靈國際電影節 | 最佳電影 | 《郁達夫傳奇》 | 提名 |

## 外部連結
- 香港影庫上《郁達夫傳奇》的資料（繁體中文）
- 豆瓣电影上《郁達夫傳奇》的資料 （简体中文）
- 互联网电影数据库（IMDb）上《郁達夫傳奇》的资料（英文）